# 2731 Cucula
A 2731 Cucula (ideiglenes jelöléssel 1982 KJ) a Naprendszer kisbolygóövében található aszteroida. Paul Wild fedezte fel 1982. május 21-én.